# Cubo de Hogueras
Cubo de Hogueras es una pedanía perteneciante al municipio de Alconaba en la Comarca de Soria de la provincia de Soria, partido judicial de Soria, comunidad autónoma de Castilla y León, España.

## Geografía
Esta pequeña población de la Comarca de Frentes está ubicada en el centro de la provincia de Soria , al este de la capital y separada por la Sierra de Santa Ana.

### Comunicaciones
Acceso desde la carretera nacional N-234 en Martialay donde en dirección sur tomamos la carretera local SO-P-3217 que finaliza en este lugar.

## Demografía
En el año 1981 contaba con 34 habitantes, concentrados en el núcleo principal, pasando a 17 en 2009.

## Historia
Lugar, entonces conocido como Cubo de Malas Hogueras, que durante la Edad Media perteneció a la Comunidad de Villa y Tierra de Soria formando parte del Sexmo de Lubia.
A la caída del Antiguo Régimen la localidad se constituye en municipio constitucional en la región de Castilla la Vieja que en el censo de 1842 contaba con 10 hogares y 46 vecinos, para posteriormente integrarse en Alconaba.

## Iglesia
Desde el punto de vista jerárquico de la Iglesia católica forma parte de la Diócesis de Osma la cual, a su vez, pertenece a la Archidiócesis de Burgos.